# 324925 Vivantdenon
324925 Vivantdenon este o planetă minoră (asteroid) din centura de asteroizi. A fost descoperită pe 17 noiembrie 2007 la Saint-Sulpice de Bernard Christophe⁠(d) și a fost numită după Dominique-Vivant Denon. 
Obiectul prezintă o orbită caracterizată de o semiaxă mare de 2,1565250746756 UAi, o excentricitate de 0,19, o înclinație de 3,8 ° în raport cu ecliptica.